# Brattleboro (Vermont)
Brattleboro – miejscowość w Stanach Zjednoczonych, w stanie Vermont, w hrabstwie Windham.
Z Brattleboro pochodzi JoJo, amerykańska piosenkarka pop/R&B.
W miejscowości znajduje się skocznia narciarska.